# سفارة المملكة المتحدة في النمسا
سفارة المملكة المتحدة في النمسا هي أرفع تمثيل دبلوماسي لدولة المملكة المتحدة لدى النمسا. تقع السفارة في فيينا وهي تهدف لتعزيز المصالح البريطانية في النمسا.

## وصلات خارجية
- قائمة سفارات المملكة المتحدة
- قائمة السفارات في النمسا